# Aurora Redondo Pérez
Aurora Redondo Pérez   (Barcelona, 1 de gener de 1900 - El Escorial, 9 de juliol de 1996) va ser una actriu de teatre i cinema catalana. Va desenrotllar gairebé tota la seva carrera en castellà.

## Filmografia

### Cinema
| - Santa Isabel de Ceres (1923) - Mancha que limpia (1924) - Cañas y barro (1954) - El padre Pitillo (1955) - Amor bajo cero (1960) - Honorables sinvergüenzas (1961) - Ninette y un señor de Murcia (1965) - Un millón en la basura (1967) - Buenos días, condesita (1967) - ¡Cómo sois las mujeres! (1968) - De profesión, sus labores (1970) - El hombre que se quiso matar (1970) - Coqueluche (1970) | - Separación matrimonial (1973) - El mirón (1977) - Tengamos la guerra en paz (1977) - El hombre que yo quiero (1978) - Corazón de papel (1982) - Las bicicletas son para el verano (1984) - Violines y trompetas (1984) - Caminos de tiza (1988) - Siempre Xonxa (1989) - Yo soy ésa (1990) - Mala yerba (1991) - Dos hombres y una mujer (1994) - El cianuro... ¿solo o con leche? (1994) |

### Televisió
| - Novela(1965,1977,1978) - Estudio 1(1968,1970,1973,1978,1979,,1984,1989) - Hora once (1970) - El último café (1972) - Animales racionales (1973) - Noche de teatro (1974) - Los maniáticos (1974) - El quinto jinete (1975) - Que usted lo mate bien (1979) - Historias para no dormir (1982) - El trapero (1982) - Anillos de oro (1983) - La comedia (1983-1984) - Tablón de anuncios (1984) - Homenaje a Lorca (1985) | - Platos rotos (1985) - La voz humana (1986) - Històries de cara i creu (1987) - Don Juan itinerante (1987) - El mar y el tiempo (1987) - Los mundos de Yupi (1988) - Primera función (1989) - Pero ¿esto qué es? (1989) - Viva el espectáculo (1991) - Taller mecánico (1992) - Celia(1993) - Encantada de la vida (1994) - Canguros (1995) - Los ladrones van a la oficina (1995-1997) |

### Teatre
Selecció
| - El rayo (1917), de Pedro Muñoz Seca - Que viene mi marido (1918), de Carlos Arniches - Los caciques (1920), de Carlos Arniches - Es mi hombre (1921), de Carlos Arniches - La tela (1925), de Pedro Muñoz Seca - El Padre Pitillo (1937), de Carlos Arniches - El abuelo Curro (1945), de Fernández Sevilla - Aventura en lo gris (1963), d'Antonio Buero Vallejo - Ninette y un señor de Murcia (1965), de Miguel Mihura - Un millón en la basura (1966), de Vicente Coello. - Pecados conyugales (1966), de Juan José Alonso Millán - La vil seducción (1967), de Juan José Alonso Millán - La pereza (1968), de Ricardo Talesnik - Tú me acostumbraste (1970), de Alfonso Paso | - La sopera (1972), de Robert Lamoreux - La muchacha sin retorno (1974), de Santiago Moncada] - Los gigantes de la montaña (1977), de Luigi Pirandello - Petra regalada (1980), d'Antonio Gala - Las tormentas no vuelven (1982), de Santiago Moncada - Isabel, reina de corazones (1983), de Ricardo López Aranda - La casa de Bernarda Alba (1984), de Federico García Lorca - Arsénico y encaje antiguo (1987), de Joseph Kesselring - Maribel y la extraña familia (1989), de Mihura - Celos del aire (1990), de José López Rubio - Melocotón en almíbar (1993), de Miguel Mihura |

## Premis
| Any  | Premi                       | Categoria              | Títol | Resultat  |
| ---- | --------------------------- | ---------------------- | ----- | --------- |
| 1992 | Premis de la Unió de Actors | Premi a la Trajectòria |       | Guanyador |

Altres premis
- Premio María Guerrero de 1984[2]
- Medalla al Mérito Artístico de 1993[2]
- Premi Memorial Margarida Xirgu de 1994 per Melocotón en almíbar[3]